# Magstatt-le-Bas
Magstatt-le-Bas es una localidad y comuna francesa, situada en el departamento de Alto Rin, en la región de Alsacia.

## Demografía
| 201 | 206 | 221 | 303 | 337 | 414 |
| Para los censos de 1962 a 1999 la población legal corresponde a la población sin duplicidades (Fuente: INSEE [Consultar]) |     |     |     |     |     |

## Patrimonio y cultura
- Iglesia de Sainte-Cène de Carola Sorg
- Búnker n° 87 de la Línea Maginot

## Personajes célebres
- Charles Zumstein, poeta.